# Michail Sergejewitsch Solomenzew

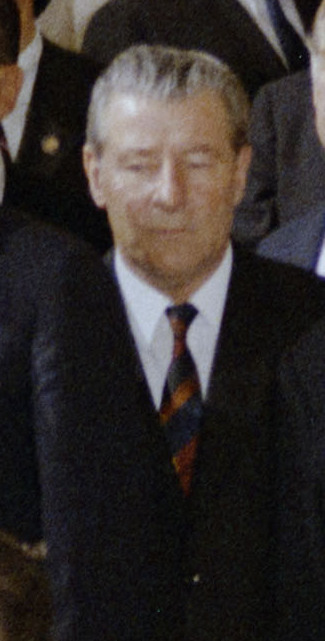
Michail Sergejewitsch Solomenzew

Michail Sergejewitsch Solomenzew (russisch Михаил Сергеевич Соломенцев, * 25. Oktoberjul. / 7. November 1913greg. nahe bei Jelez; † 15. Februar 2008) war ein sowjetischer Politiker und von 1971 bis 1983 Vorsitzender des Ministerrats der Russischen SFSR (RSFSR).

## Leben
Solomenzew war um 1960 bis 1966 Erster Gebietssekretär der Kommunistischen Partei der Sowjetunion (KPdSU) von Rostow am Don. Von 1966 bis 1971 war er Sekretär des Zentralkomitees der KPdSU in Moskau. Von 1971 bis 1983 übernahm er die Funktion des Vorsitzenden des Ministerrats (Ministerpräsident) der RSFSR (Nachfolger Witali Worotnikow).
Ab 1979 war er Kandidat des Politbüros, und nach seiner Berufung zum Vorsitzenden des Komitees für Parteikontrolle beim ZK der KPdSU (1983–1988; Nachfolger Boris Karlowitsch Pugo) stieg er – bereits 70 Jahre alt – auf zum Vollmitglied im höchsten politischen Gremium der UdSSR, dem Politbüro der Kommunistischen Partei der Sowjetunion, und zwar in der Zeit vom 26. Dezember 1983 bis zum 30. September 1988. Solomenzew unterstützte anfänglich die Reformen Michail Gorbatschows, ab Mitte 1988 kritisierte er jedoch einige eingetretene Entwicklungen. 1988 wurde er mit 75 Jahren pensioniert.

### Ehrungen
Solomenzew erhielt zweimal den Orden Held der sozialistischen Arbeit, fünfmal den Leninorden und zweimal den Orden des Roten Banners der Arbeit.